# Estructuralismo genético
El estructuralismo genético es un modo de abordar el estudio de la literatura ideado por el teórico marxista Lucien Goldmann. Se ocupa de las relaciones entre una visión del mundo y las condiciones históricas que la hacen posible. La estructura significativa que yace en el fondo de una obra no se explica poniéndola en relación con la psique del autor o con una totalidad abstracta; se trata de insertar la estructura significativa de la obra en los grupos y clases de una sociedad dada.
Estructuralismo quiere decir que se interesa por la estructura de las categorías que configuran determinada visión del mundo, lo que ayuda a explicar que dos autores que nos parecen muy distintos pertenezcan a la misma estructura colectiva mental, al mismo sujeto colectivo. Genético quiere decir que el crítico ha de ocuparse del modo en que esas estructuras mentales se producen históricamente.
Según Goldmann, la vida de un solo individuo es tan breve que no puede crear una estructura mental ni influir en la realidad. Así las cosas, la hipótesis fundamental del estructuralismo genético es que el carácter colectivo de la creación literaria proviene del hecho de que las estructuras del universo de las obras son homólogas a las estructuras mentales de ciertos grupos sociales. El estructuralismo genético permite concebir desde el principio de manera unitaria el conjunto de los hechos humanos y ser a la vez comprehensivo y explicativo, ya que la puesta en claro de una estructura significativa constituye un proceso de comprensión, mientras que su inserción en una estructura más vasta es, respecto de ella, un proceso de explicación.